# هيلين سوير هوغ
هيلين سوير هوغ (بالإنجليزية: Helen Sawyer Hogg )‏ (و. 1905 – 1993 م) هي عالمة فلك من كندا . ولدت في لوويل .
توفيت في ريتشموند هيل، أونتاريو، عن عمر يناهز 88 عاماً.

## التعليم
تعلمت في كلية رادكليف، وجامعة هارفارد

## مناصب وهيئات
أدارت جامعة تورنتو.

## جوائز
حصلت على جوائز منها:
- Sandford Fleming Medal [الإنجليزية]‏ (1985)
- جائزة كلومبي-روبرتس (1983)
- جائزة اني جامب كانون لعلوم الفلك (1950)
- شريك وسام كندا.

## روابط خارجية
- هيلين سوير هوغ على موقع ديسكوغز (الإنجليزية)